# Сёэн
Сёэн (яп. 荘園 / 庄園 Сё:эн, «имение», «угодья») — частное провинциальное землевладение придворных аристократов, буддийских монастырей и синтоистских святилищ в Японии VIII—XVI веков.
Начало формирования сёэнов датируется 743 годом, когда Императорское правительство издало «Закон о пожизненной приватизации целины» и разрешило существование в стране частного землевладения, запрещённого до этого времени указами об огосударствлении земли. Закон способствовал развитию государственной экономики, но и давал возможность придворной знати и крупным религиозным учреждениям получить источник дохода, не зависевший напрямую от государства. Сёэны, образованные освоением целины, получили название «самоосвоенных» (яп. 自墾地系荘園).
В X веке часть придворных аристократов, особенно члены рода Фудзивара, а также крупные монастыри, такие как Тодай-дзи, Кофуку-дзи и Энряку-дзи, владели многими сёэнами в разных регионах страны. Их землевладения росли за счёт дарения земли крестьянами, которые избегая государственного налогового давления, бросали государственные наделы, поднимали целину, которая по «Закону» автоматически превращалась в частную собственность, и подносили её крупным землевладельцам. В обмен на это аристократы и монастыри назначали зажиточных крестьян управляющими своих сёэнов, а обычных общинников облагали незначительным налогом, который был в несколько раз ниже налога с государственных наделов.
В XI веке по примеру крестьян стали поступать провинциалы кокуси, главы провинций, которых назначало центральное правительство. Они тоже осваивали целинные земли с целью обогащения, но вынуждены были возвращать их государству. Чтобы избежать этого, провинциалы дарили свою земельную собственность влиятельным столичным аристократам, которые признавали за ними право быть управляющими освоенных земель. Государство же не имело ни права конфискации, ни права вмешательства в дела управления таких имений. Эти сёэны получили название «дарственных» (яп. 寄進地系荘園).
В XII веке рост крупного частного землевладения вызвал упадок политического веса Императора, которого притесняли аристократы и буддийские монастыри. Кризис центральной власти способствовал усилению региональной знати и появлению самураев. В конце XII века последние смогли создать своё собственное правительство, Камакурский сёгунат, который нарушил право неприкосновенности частной собственности и назначил своих смотрителей дзито осуществлять контроль за делами сёэнов.
Постоянное вмешательство самураев в дела частных имений, а также развитие торговли и городов, стали причинами постепенного упадка сёэнов. Особенный удар по ним нанесли Война годов Онин (1467—1477) и «эпоха воюющих провинций», когда большинство провинциальных земель аристократов, монастырей и святилищ столицы были захвачены провинциальными феодалами, контролировавшими власть на местах.
Конец частному землевладению в форме сёэнов положил земельный кадастр 1580—1590-х годов, проведённый силами объединителя Японии Тоётоми Хидэёси. Земля была передана в собственность тех, кто её обрабатывает.